# Jasenov (Prešov)
Jasenov (em húngaro: Várjeszenő) é um município da Eslováquia, situado no distrito de Humenné, na região de Prešov. Tem 13,27 km² de área e sua população em 2018 foi estimada em 1.196 habitantes.

## Demografia
| Ano:        | 1994 | 2004   | 2014   | 2024   |
| ----------- | ---- | ------ | ------ | ------ |
| Broj ljudi: | 1079 | 1142   | 1185   | 1210   |
| Razlika:    |      | +5,83% | +3,76% | +2,10% |

| Ano:               | 2023 | 2024   |
| ------------------ | ---- | ------ |
| Número de pessoas: | 1186 | 1210   |
| Diferença:         |      | +2,02% |